# Amazing Stories (serie de televisión)
Amazing Stories (Cuentos asombrosos en España, Historias asombrosas en América Latina) es una serie antológica de televisión creada y producida por Steven Spielberg entre 1985 y 1987, que inicialmente se emitió por la NBC. Cada semana ofrecía nuevas historias al estilo de otros programas como The Twilight Zone.
La serie estuvo nominada para 12 premios Emmy, de los cuales ganó 5. El episodio The Amazing Falsworth de la primera temporada, le hizo ganar un premio Edgar al guionista Mick Garris por mejor episodio de una serie televisiva. No fue un éxito de audiencia (obtuvo el 40° lugar en la primera temporada y 52° en la segunda temporada), por lo cual la NBC decidió no renovar el contrato tras dos años de emisión. La película de ciencia ficción Batteries Not Included fue inicialmente concebida como un episodio para Amazing Stories, pero a Spielberg le gustó tanto la idea que decidió hacer una película.
La serie fue llamada así en honor a Amazing Stories, la primera revista de ciencia ficción creada por Hugo Gernsback en abril de 1926.
Su secuencia de apertura fue hecha mediante imagen generada por computadora, por la empresa Robert Abel and Associates.
El 6 de marzo de 2020 se estrenó una adaptación de la serie en Apple TV+.

## Historia
La serie original fue dirigida por varios directores reconocidos como el mismo Steven Spielberg, Clint Eastwood, Martin Scorsese, Michael D. Moore, Robert Zemeckis, entre otros. El actor Burt Reynolds declinó actuar en ella, pero si aceptó dirigir uno de los capítulos. Danny DeVito también decidió probarse como director en el primer capítulo de la segunda temporada, donde también hace las veces de protagonista.
En 1986, tres episodios de la serie fueron estrenados en algunos cines en forma de una película de tres segmentos.[¿dónde?] Los episodios elegidos para esta presentación fueron Mummy Daddy, The Mission y Go to the Head of the Class.

## Lista de capítulos

### Primera temporada
1. Ghost train (El tren fantasma)

Un anciano y su familia llegan a vivir al lugar donde muchos años antes un tren se descarriló y todos sus pasajeros murieron. El anciano está convencido de que esa misma noche el mismo tren pasará a recogerlo. Con Roberts Blossom, Scott Paulin y Lukas Haas.

2. The Main Attraction (La atracción principal)

El chico más popular de la escuela se encuentra en un concurso de venta de boletas, intentando usar su popularidad para ganar. Esa misma noche un meteorito cae en su casa, haciéndolo literalmente magnético. Con Scott Clough, Lisa Jane Persky y Brad Bird.

3. Alamo Jobe (Alamo Jobe)

Durante la batalla de El Álamo, un chico tiene la importante misión de entregar una carta del Coronel William Barret Travis a John Lefferts. En medio del combate comienza a tener visiones futuristas y realiza un viaje en el tiempo a San Antonio en el siglo XX. Con Kelly Reno, William Boyett y Benji Gregory.

4. Mummy Daddy (Papá momia / La momia papito*)

Un actor está rodando una película basada en hechos reales acerca de la leyenda de una momia en un pantano. Mientras se encuentra vestido como momia le llega la noticia de que su hijo está por nacer y sale corriendo en su auto al hospital sin quitarse su disfraz. En el camino el pueblo lo confunde con la momia de la leyenda decidiendo cazarlo, y a su vez se despierta la momia real. Con Tom Harrison.

5. The Mission (La misión)

Durante la Segunda Guerra Mundial, el artillero ventral de un B-17 se dispone a efectuar su misión  23, la cual tiene fama de mal augurio. El disparo del cañón automático de un caza alemán avería el mecanismo de rotación y queda atrapado dentro de su puesto de combate en manos del destino. Sólo su talento al dibujar y su gran imaginación podrán salvarlo. Con Casey Siemaszko, Kevin Costner, Kiefer Sutherland y Anthony LaPaglia.

6. The Amazing Falsworth (El asombroso Falsworth)

Un adivino con poderes psíquicos descubre que alguien en su audiencia ha asesinado a dos personas. Con Gregory Hines y Richard Masur.

7. Fine Tuning (Extrañas señales / La imagen perfecta*)

Tres niños construyen una radio de galena para la feria de ciencias de su escuela, con la cual captan transmisiones de extraterrestres que imitan a personajes televisivos de la década de 1950. Con Matthew Laborteaux, Gary Riley, Jim Gatherum, Debbie Lee Carrington, Patty Maloney y Milton Berle.

8. Mr. Magic (Don Magia / Mister Magia*)

Un anciano ilusionista utiliza una vieja baraja para seguir haciendo su espectáculo. Con Sid Caesar y Leo Rossi.

9. Guilt Trip (Sentimiento de culpabilidad / El viaje de Culpa*)

La personificación de la Culpa se embarca en un crucero, donde conocerá a la personificación del Amor. Con Dom DeLuise y Loni Anderson.

10. Remote Control Man (El hombre del mando a distancia / El hombre del control remoto*)

Un hombre frustrado, con una esposa dominante e hijos incorregibles, compra un mando a distancia / control remoto que trae a los personajes de la televisión al mundo real. Con Sydney Lassik, Nancy Parsons, Jeff Cohen, Phil Bruns, Lyle Alzado, Dirk Benedict, Gary Coleman, SId Haig, LaWanda Paige y Richard Simmons.

11.Santa '85 (Una noche fantástica / Santa '85*)

Cuando Papá Noel es detenido en vísperas de Navidad y encarcelado con un grupo de hombres vestidos como él, no puede cumplir la promesa que le hizo a un niño de recuperar el espíritu navideño de un alguacil. Con Douglas Seale, Gabriel Damon, Pat Hingle y Frances Bay.

12. Vanessa in the Garden (Vanessa en el jardín)

Un artista descubre la forma de hacer que su difunta esposa viva en sus obras, después de haber muerto en un accidente de carruaje. Con Harvey Keitel, Sondra Locke y Beau Bridges.

13. The Sitter (La niñera / La canguro*)

Una niñera emplea conjuros vudú para tener bajo control a dos niños traviesos. Con Michael Keen, Seth Green y Wendy Philips.

14. No Day at the Beach (Ni un solo día en la playa / Ni un día de playa*)

Un soldado estadounidense intenta ser un héroe durante la Segunda Guerra Mundial en Italia. Finalmente lo logra en la batalla de Anzio, salvando a sus camaradas durante un asalto. Con Larry Spinak, Charlie Sheen y Philip McKeon.

15. One for the Road (La última ronda / Uno para el camino*)

Durante la Gran Depresión, Michael Malloy es timado para firmar una póliza de seguro de vida, para que los timadores puedan cobrar el dinero una vez que haya muerto como consecuencia de un coma alcohólico. Basado en hechos reales[cita requerida]. Con Douglas Seale, Al Ruscio, James Cromwell, Geoffrey Lewis, Joe Pantoliano y Royal Dano.

16. Gather Ye Acorns (Recoge tus bellotas / Guarda tus cosas*)

En la década de 1930, un anciano trol de árbol anima a un joven de 18 años a empacar su colección de historietas y seguir sus sueños, a pesar de la oposición de sus padres. Cuando al hombre no le va bien en la década de 1950, en la década de 1980 parece surgir una oportunidad. Con David Rappaport, David Freedman, Lois de Banzie, Royal Dano, Mark Hamill y Forest Whitaker.

17. Boo! (Casa de fantasmas / Boo!*)

Una actriz de películas pornográficas y su esposo se mudan a una casa en donde penan los fantasmas de sus anteriores propietarios. Con Wendy Schaal, Robert Picardo, Eddie Bracken y Evelyn Keyes.

18. Dorothy and Ben (Doris y Ben)

Un hombre despierta después de haber estado en coma por 40 años y se comunica con otra paciente comatosa. Con Joe Seneca y Natalie Gregory.

19. Mirror, Mirror (Cámara acción / Espejo, espejo*)

Un escritor de novelas de terror es atormentado por una figura que aparece en su espejo. Con Sam Waterson, Tim Robbins y Helen Shaver.

20. Secret Cinema (Cinema oculto / Cine secreto*)

Una mujer cree que su vida está siendo filmada en secreto. Remake de un cortometraje de 1968 del mismo nombre. Con Penny Peyser, Paul Bartel, Griffin Dune y Barry Dennen.

21. Hell Toupee (Peluquín mortal / La peluca infernal*)

Un hombre calvo compra un peluquín que lo obliga a matar a un abogado. Con E. Hampton Beagle, Cindy Morgan y James Avery.

22. The Doll (La muñeca)

Un hombre solitario compra una muñeca artesanal para su sobrina. Cuando su sobrina no se muestra encantada por el regalo, la muñeca lo lleva a conocer a una solitaria maestra de escuela. Con John Lithgow, Rain Phoenix y Anne Helm.

23. One for the Books (Intelecto por telepatía / Uno por los libros*)

El anciano encargado de limpieza de una universidad, de repente domina cualquier materia que se haya dictado en el aula que limpia. Cuando las autoridades universitarias se enteran del caso, pasa a ser tema de un acalorado debate sobre la capacidad de la inteligencia humana y es más de lo que puede soportar. Con Leo Penn.

24. Grandpa's Ghost (El fantasma del abuelo)

Un hombre nunca está presente para ver al fantasma de su abuelo. Con Andrew McCarthy y Ian Wolfe.

(*)Títulos en Hispanoamérica.

### Segunda temporada
1. The Wedding Ring (El anillo de bodas / El anillo de compromiso*)

El restaurador de un museo de cera toma el anillo de una estatua, que transforma a su esposa en una mujer fatal. Con Danny DeVito y Rhea Perlman.

2. Miscalculation (Señorita calculada / Error de cálculo*)

Mientras se distraía en el laboratorio de química, un estudiante universitario derrama una sustancia química sobre la foto de un cachorro y este cobra vida. Posteriormente, hace lo mismo con sus revistas pornográficas, con sorprendentes resultados. Con Jon Cryer, JoAnn Willette, J.J. Cohen, Lana Clarkson, Galyn Görg y Rebecca Schaffer.

3. Magic Saturday (Sábado mágico)

Un niño de 10 años utiliza un hechizo para intercambiar su cuerpo con el de su abuelo. Con Tallesin Jaffe, M. Emmet Walsh y Jeff Cohen.

4. Welcome to my Nightmare (Sueños obsesionantes / Bienvenido a mi pesadilla*)

Un cinéfilo está cada vez más alejado de la realidad y causa preocupación a su familia, cuando rechaza una cita con una chica que recién se ha instalado en la ciudad. Enojado porque el mundo real es tan aburrido, desea estar dentro de una película y se cumple su deseo: aparece en el plató de Psicosis. Con David Hollander, Sharon Spelman, Robert L. Gibson, Christina Applegate, Parker Jacobs y Robyn Lively.

5. You Gotta Belive Me (Deben creerme / Tienen que creerme*)

Un hombre intenta evitar un accidente aéreo que vio en un sueño. Con Charles Durning, Will Shriner, Richard Burns y Tim Russ.

6. The Greibble (Fantasía*)

Un ama de casa encuentra una gran criatura amorfa y peluda durante una tormenta. Esta criatura se alimenta de objetos inanimados y siembra el caos en su hogar. Con Hayley Mills, Don McLeod, Frank Welker (rol de voz) y Dick Miller.

7. Life on Death Row (Vida después de la muerte / Vida en el pasillo de la muerte*)

Un prisionero en el pabellón de la muerte es golpeado por un rayo y obtiene milagrosos poderes curativos. Con Patrick Swayze, James T. Callahan, Kevin Hagen y Héctor Elizondo.

8. Go to the Head of the Class (No pierdas la cabeza / El profesor sin cabeza*)

Dos estudiantes lanzan un hechizo contra su tiránico profesor de lengua. Con Scott Coffey, Mary Stuart Masterson, Christopher Lloyd, Tom Bresnahan y Billy Beck.

9. Thanksgiving (Acción de gracias / Día de acción de gracias*)

En el Día de Acción de Gracias, un hombre y su hijastra encuentran un tesoro en el fondo de un pozo seco, que también está habitado por "gente del hoyo". Con David Carradine y Kyra Sedgwick.

10. The Pumpkin Competition (El concurso de calabazas)

Una avara sonsaca un secreto a un botánico, para vencer a su rival en un concurso de calabazas. Con Polly Holiday, J. A. Preston y June Lockhart.

11. What If...? (¿Y si...? / ¿Qué tal si...?*)

Un niño que ve cómo desaparecen aleatoriamente diversos objetos, se preocupa porque sus padres arribistas prestan más atención a la vida social que a sus problemas. Con Jake Hart.

12. The Eternal Mind (La eterna mente / La mente eterna*)

Un científico moribundo se convierte en el primer sujeto de prueba de un experimento que fusiona hombre y máquina. Con Jeffrey Jones y Katherine Borowitz.

13. Lane Change (Cambio de carril)

Una mujer divorciada tiene una visión de su pasado cuando recoge a una joven cuyo automóvil se averió. Con Kathy Baker y Priscilla Pointer.

14. Blue Man Down (Extraño pasado / Policía herido*)

Un oficial de policía que perdió a su compañero cuando desbarataron el atraco a un supermercado, recuerpera su confianza con ayuda de su nueva compañera. Con Max Gail y Kate McNeil.

15. The 21-Inch Sun (Plantas escritoras / El Sol de 21 pulgadas*)

Un guionista de series televisivas cómicas escribe un guion con ayuda de una planta araña que se alimenta de las señales de televisión. Con Robert Townsend.

16. Family Dog (Perro de familia / El perro de la familia*)

En el único episodio animado de esta serie, que dio origen a la serie animada homónima, el perro narra su vida junto a sus dueños.

17. Gershwin's Trunk (El repertorio Gershwin / El baúl*)

Un letrista busca inspiración a través del espíritu de George Gershwin, siendo ayudado por una médium. Con Bob Balaban.

18. Such Interesting Neighbors (Vecinos muy interesantes / Vecinos interesantes*)

La familia Lewise sospecha que sus nuevos vecinos, los Hellenback, son capaces de repetir el tiempo. Con Frederick Coffin, Marcia Strassman, Ian Fried, Victoria Caitlin, Adam Ant y Ryan McWhorter.

19. Without Diana (Sin Diana)

Un hombre y su esposa moribunda son consolados por su hija, que perdieron hace 40 años atrás. Con Billy Green Bush, Dianne Hull y Gennie James.

20. Moving Day (Día de mediavuelta / La partida*)

Un adolescente se entera de que él y su familia se mudan al planeta Alturus. Con Stephen Geoffreys, Mary Ellen Trainor y Dennis Lipscomb.

21. Miss Stardust (Bellezas planetarias / Señorita polvo de estrellas*)

Un extraterrestre amenaza con destruir la Tierra porque el concurso de belleza Miss Stardust no admite participantes de otros planetas. Esto hace que un empleado de relaciones públicas ceda a su demanda y permite a las extraterrestres competir en el concurso. Con "Weird Al" Yankovic, Dick Shawn, Laraine Newman, Rick Overton, James Karen, Jim Siedow y Angel Tompkins.

(*) Títulos en Hispanoamérica.